# Alena Maxová
Alena Maxová (20. března 1920 Haag, Nizozemsko – 18. února 2013 Praha) byla rozhlasová redaktorka a překladatelka z angličtiny a bulharštiny. Mimo jiné stála u zrodu rozhlasového pořadu Kolotoč a jako překladatelka do českého prostředí uvedla amerického autora detektivních románů Eda McBaina.

## Mládí
Narodila se v roce 1920 v holandském Haagu. Jejím otcem byl legionář, prvorepublikový politik a diplomat Prokop Maxa. Měla tři bratry. V letech 1931–38 žila s rodinou v bulharské Sofii, kde byl její otec velvyslancem. Vychodila tam českou měšťanku, naučila se místní jazyk a později se stala jeho přední překladatelkou do češtiny. Celý pobyt v Bulharsku považovala za jedno z nejhezčích období svého života, což dokládá např. i krátký rozhlasový dokument Malé pásmo o Bulharsku z cyklu Zvukový atlas.
Ve středoškolských studiích pokračovala na Drtinově reformním reálném gymnáziu v Praze. Roku 1939 emigrovala s rodiči do Francie a později do Spojeného království. V letech 1942–1945 byla učitelkou a ředitelkou československých jeslí v Londýně získala jazykové osvědčení Cambridge Certificate. Po návratu do Československa studovala v letech 1945–1948 angličtinu, češtinu a bulharštinu na Univerzitě Karlově, v posledním ročníku (1947–48) také vyučovala na Dívčím gymnáziu Charlotty Masarykové v Praze 7.

## Působení v Československém rozhlasu
V letech 1948–1970 působila v Československém rozhlasu v Praze. První dva roky byla redaktorkou v zahraniční redakci, poté pracovala do roku 1955 jako lektorka v tzv. učebním oddělení a byla redaktorkou literárních pořadů. V roce 1956 se stala redaktorkou a později vedoucí nově vytvořené redakce Aktualit a zajímavostí, zkráceně A-Zet.
V době, kdy televizní vysílání bylo stále ve svých počátcích, prožíval rozhlas i v takové zemi, jakou bylo tehdejší Československo, svůj zlatý věk. Výrazným způsobem se podílel na formování životního stylu. Jeho masovému rozšíření napomohl i vynález tranzistorového přijímače. Došlo ale i k jiným změnám. Uvolněnější 60. léta přinesla personální reorganizaci a snahu o změny v obsahu vysílání. Jedním z důsledků byl vznik redakce A-Zet, ve které se postupem času sešla pestrá skupina různorodých osobností, do níž patřili mj. Ivo Fischer, Dita Skálová, Milena Hübschmannová či externisté Ivan Růžička, Čeněk Sovák, Jiří Navrátil atd. Dva posledně jmenovaní byli bývalí političtí vězni a fakt, že mohli pod svými vlastními jmény působit v celostátním rozhlase, byl sám o sobě velkým úspěchem. Redakce A-zet se za dobu své existence (1960–68) podílela na vzniku pořadů jako např. Kolotoč, Piš a slyš, Rada moudrých, Nedělní hodinka, Malá rozhlasová encyklopedie, Čí jste dítě, Černá hodinka atd.
Když se na počátku 60. let začalo přemýšlet o reorganizaci vysílání, navštívila britskou BBC. Tam ji velmi zaujal pořad zajímavostí a hudby s názvem Roundabout a také pořad Window on the World, s účastí hostů, kteří přicházeli do živého vysílání, což se u nás v té době ještě neprovádělo. V rámci změn přišla na řadu i literární redakce a její podsekce humoru a satiry, která tehdy vytvářela hlavně estrády. Skupina kolem ní však chtěla dělat spíše programy, které by byly zábavné a zároveň poučné. Podle britského vzoru tedy vytvořili pořad Kolotoč, pásmo krátkých příspěvků prokládaných hudbou. Jeho průvodci byli podle slov Maxové instruováni k tomu, aby „obsah četli přirozeně, nenápadně a s pochopením věci; vtipně, ale nesnažili se přehnaně dělat legraci.“ První díl pořadu, který se vysílá dodnes, byl uveden v září 1963.
Další změna přišla po srpnové invazi vojsk Varšavské smlouvy. Pro nesouhlas se sovětskou okupací a s následujícím obdobím tzv. normalizace byla v roce 1970 z Československého rozhlasu propuštěna. Rozhlas celý se výrazně změnil, redakce A-Zet byla zrušena a redaktoři Kolotoče v následujícím období například považovali za velký úspěch i to, když jim bylo povoleno na konci pořadu vsunout pětiminutový živý vstup.
V letech 1975–1990 byla zaměstnána jako zapisovatelka u pražského Obvodního soudu. V roce 1990 se vrátila do Československého rozhlasu, aby ve svých 70 letech vedla redakci uměleckého dokumentu, která volně navazovala na bývalou redakci A-Zet. Zůstala do roku 1992. 

## Překladatelská činnost
Od roku 1950 překládala z angličtiny a bulharštiny klasickou i moderní literaturu, titulky k filmům a rozhlasové hry. Od počátku 70. let do poloviny 80. let musela vynuceně překládat buď bezejmenně, nebo pod vypůjčenými jmény (např. Eva Faltová, Miroslava Gregorová, Dana Hronková, Jana Marková, Prokop Maxa, Hana Reinerová, Veronika Veisová). Od roku 1990 překládala opět pod svým jménem, zejména romány, povídky a rozhlasové hry. Jejím kmenovým autorem je Ed McBain, kterého do českého prostředí uvedla (1967). Mezi další oblíbené autory patřily např. britská autorka Eleanor Hibbertová píšící pod pseudonymem Jean Plaidy nebo bulharští spisovatelé Dimitr Dimov a Vera Mutafčieva. Přeložila také romány Alana Levyho, Nathaniela Hawthorna, Anne Brontëové, Edith Whartonové, Daphne Du Maurierové a dalších.